# یوشموت
یوشموت (انگلیسی: Yoshmut; بعد از 1234 – ۱۸ ژوئیهٔ ۱۲۷۱) شاهزاده ایلخانان و یکی از پسران هولاکو خان بود.

## خانواده
او حداقل چهار پسر داشت:
1. قره نوقای — در شورش امیرنوروز شرکت داشت که توسط ارغون‌خان در ۷ اکتبر ۱۲۸۹ به همراه فرزندانش در دامغان اعدام شد، شرکت کرد.
2. سوگای —  در سال ۱۲۹۶ برای شورش سولامیش در آناتولی توسط غازان خان اعدام شد.
  1. یوسفشاه
  2. سلیمان خان (ایلخان)
3. جانبو — در ۳۱ دسامبر ۱۲۹۱ در دشت جغاتو درگذشت

یکی دیگر از پسران یوشموت در منابع ترکی به نام «جومودر» که جسد مومیایی شده او در آماسیه پیدا شد و تاریخ مرگ او به سال ۱۲۹۶، دوره سلطنت غازان خان مربوط می‌شود.